# Saitonia longicephala
Saitonia longicephala är en spindelart som först beskrevs av Saito 1988.  Saitonia longicephala ingår i släktet Saitonia och familjen täckvävarspindlar. Inga underarter finns listade i Catalogue of Life.